# Hypopyra fenisecioides
Hypopyra fenisecioides là một loài bướm đêm trong họ Erebidae.